# Soledad de Graciano Sánchez
Soledad de Graciano Sánchez ist die zweitgrößte Stadt des Bundesstaates San Luis Potosí in Mexiko. Die Stadt grenzt an die Ostseite der Landeshauptstadt San Luis Potosí im westlich-zentralen Teil des Bundesstaates und bildet mit ihr eine zusammengewachsene Agglomeration. Die Stadt ist der Hauptsitz der gleichnamigen Municipio Soledad de Graciano Sánchez. Die Einwohnerzahl wurde 2019 auf 299.600 geschätzt.

## Bevölkerung
Bei der Volkszählung 2010 hatte die Stadt eine Einwohnerzahl von 255.015. Die Alphabetisierung (Lesefähigkeit) lag bei 97,5 % der Bevölkerung. 92,1 % der Bevölkerung waren Katholiken, 5,5 % waren Protestanten und 2,3 % hatten keine Religion.
| Jahr | Einwohnerzahl |
| ---- | ------------- |
| 2000 | 169.574       |
| 2005 | 215.968       |
| 2010 | 255.015       |
| 2015 | 285.500       |

## Persönlichkeiten
- Felipe Liñán (1932–1975), Radrennfahrer